# Малое Гридино
Ма́лое Гри́дино — деревня в муниципальном округе Егорьевск Московской области России . 

## Расположение
Деревня Малое Гридино расположена в северо-восточной части Егорьевского района, примерно в 21 км к северо-востоку от города Егорьевска. По южной окраине деревни протекает река Поля. Высота над уровнем моря 126 м.

## Название
В XVII веке упоминалась как деревня Гридино. В связи с тем, что рядом находилось ещё две деревни Гридино, в XVIII веке для их различения названия двух из них были изменены на Малое Гридино и Большое Гридино. Название связано с Гридя, производной формой календарного личного имени Григорий.

## История
До отмены крепостного права деревня принадлежала помещику Ленскому и помещице Антоновской. После 1861 года деревня вошла в состав Старо-Василевской волости Егорьевского уезда. Приход находился в селе Шатур.
В 1926 году деревня входила в Мало-Гридинский сельсовет Поминовской волости Егорьевского уезда.
До 1994 года Малое Гридино входило в состав Саввинского сельсовета Егорьевского района, а в 1994—2006 гг. — Саввинского сельского округа.
Входила в состав сельского поселения Саввинское.

## Демография
В 1885 году в деревне проживало 222 человека, в 1905 году — 229 человек (99 мужчин, 130 женщин), в 1926 году — 322 человека (158 мужчин, 164 женщины). По переписи 2002 года — 14 человек (4 мужчины, 10 женщин).  Население — 9 человек (2010).
| 1859 | 1868 | 1885 | 1905 | 1926 | 2002 | 2006 |
| ---- | ---- | ---- | ---- | ---- | ---- | ---- |
| 247  | ↘75  | ↗222 | ↗229 | ↗322 | ↘14  | ↘9   |
| 2010 |      |      |      |      |      |      |
| →9   |      |      |      |      |      |      |